# Notholaena aschenborniana
Notholaena aschenborniana es un helecho, miembro de la familia Pteridaceae, subfamilia Cheilanthoideae; este género cuenta con aproximadamente 30 especies de las cuales al menos 24 ocurren en México, está muy relacionado con el género Cheilathes, y muchas especies de ambos géneros se han transferido de unos a otro a través del tiempo; el nombre del género (Notholaena) proviene del griego “nothos” (falso) y “chlaina” (capa, manta), el nombre de la especie fue dado en honor de Alwin Aschenborn, quien fue colector de plantas en México durante el siglo XIX.

## Clasificación y descripción
Rizoma: compacto, horizontal, de hasta 3 mm de diámetro con escamas de hasta 3 mm de largo de forma linear-lanceolada;  frondes: de 21-28 x 2-6 cm, creciendo en forma de manojo; pecíolo: de 1/4 del largo de la fronda, negro, de forma prismática cuadrangular, con escamas de hasta 3 mm de largo; lámina: delgadamente lanceolada, bipinnada a bipinnada-pinnatifida; pinnas: de 12 a 20 pares, de igual largo, sus segmentos son de forma oblonga, obtusos, la superficie superior (adaxial) de los segmentos esta densamente cubierta por pelillos blancos, la parte inferior (abaxial) de los segmentos esta densamente cubierta por escamas en forma de pelillos de color café claro; soros: forman bandas marginales en los segmentos (pínnulas); indusio: no presenta, los bordes de los segmentos (pínnulas) se doblan hacia abajo cubriendo hasta la mitad de cada segmento.

## Distribución
Sur de Estados Unidos y México.

## Ambiente
Terrestre, habita desde matorrales desérticos hasta bosques de encino, prefiere sitios rocoso entre la vegetación, tolera la insolación y la sequía.

## Estado de conservación
No se encuentra sujeta a ningún estatus de conservación.